# كيمبرلي لوك
كيمبرلي لوك (بالإنجليزية: Kimberley Locke)‏ هي موسيقية ومغنية وعارضة أمريكية، ولدت في 3 يناير 1978 في هارتسفيل في الولايات المتحدة.

## وصلات خارجية
- الموقع الرسمي
- كيمبرلي لوك على موقع IMDb (الإنجليزية)
- كيمبرلي لوك على موقع ميوزك برينز (الإنجليزية)
- كيمبرلي لوك على موقع أول موفي (الإنجليزية)
- كيمبرلي لوك على موقع إن إن دي بي (الإنجليزية)
- كيمبرلي لوك على موقع أول ميوزيك (الإنجليزية)
- كيمبرلي لوك على موقع ديسكوغز (الإنجليزية)
- كيمبرلي لوك على موقع قاعدة بيانات الفيلم (الإنجليزية)
- كيمبرلي لوك على موقع كينوبويسك (الروسية)